# ناحیه بانات مرکزی
ناحیه بانات مرکزی (به صربی: Central Banat District) یک روستا در صربستان است که در استان خودمختار وویوودینا واقع شده‌است. ناحیه بانات مرکزی ۳٬۲۵۶ کیلومتر مربع مساحت و ۱۸۷٬۶۶۷ نفر جمعیت دارد.